# Casier judiciaire en Suisse
Pour les articles homonymes, voir Casier judiciaire (homonymie).
Pour un article plus général, voir Casier judiciaire.

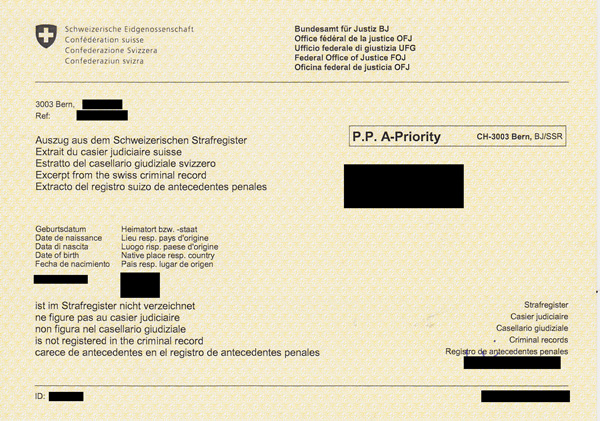
Extrait du casier Judiciaire suisse

En droit suisse, le principe du casier judiciaire est institué par le Code pénal suisse. 

## But
Il a pour but, entre autres, d'assurer la conduite des procédures pénales, l'exécution des peines et des mesures, de vérifier la bonne intégration de la personne lors du processus de naturalisation, de collecter des statistiques en matière pénale ou d'exclure une personne du service civil ou de l'armée.

## Contenu
Quant au contenu, est inscrit au casier judiciaire, entre autres, les jugements pour crime ou délit si une peine a été prononcée, les jugements prononcés à l'étranger s'ils sont communiqués à la Suisse ainsi que les faits qui entraînent une modification des inscriptions portées au casier judiciaire. Les amendes jusqu'à 5 000 francs ne sont pas inscrites au casier judiciaire (si l'on est condamné uniquement à une amende ; toutes les autres condamnations, les jours-amende ou peine privative de liberté, sont inscrites au casier). Pour les mineurs, seule une condamnation pour un crime ou délit entraînant une privation de liberté, un placement ou un traitement ambulatoire est inscrit au casier judiciaire.

### Consultation
La consultation des données par l'administration publique peut être autorisée partiellement ou totalement : ainsi le Ministère public de la Confédération a accès à l'ensemble des données excepté les traitements ambulatoires (dans le cas de mineur) et des procédures pendantes alors que l'État-major de conduite de l’armée n'a accès qu'au éventuelle peine de traitement ambulatoire lors de la phase du recrutement, de remise de l'arme ou de promotion au sein de l'armée. Néanmoins, même si l'État-major de conduite de l’armée n'a pas accès à l'ensemble des données, toute condamnation pour crime ou délit doit lui être communiquée si la personne est actuellement membre de l'armée ou conscrit.

### Extrait
Toute personne peut demander un extrait de son propre casier judiciaire (article 371 CP). Elle peut le faire à la poste ou en ligne moyennant une pièce d'identité valable. Il est aussi possible, en ligne, d'utiliser une signature électronique (SuisseID) au lieu d'envoyer une copie de la pièce d'identité, ce qui accélère la procédure. L'extrait peut être délivré sous forme papier ou au format PDF protégé, signé et horodaté. L'émolument perçu est de 20 francs.
L'extrait de casier judiciaire mentionne les jugements pour crime et délit. Les jugements pour contravention n'y sont mentionnés que si interdiction d'exercer une profession a été prononcée (article 67 et 371 CP) ou que l'amende dépasse 5 000 francs (article 3 Ordonnance VOSTRA). En cas de sursis, l'inscription dans l'extrait est éliminée à la fin du délai du sursis.

## Suppression
Les inscriptions sont éliminées dans un délai variable selon le type de condamnation (peine ou mesure) et leur durée. Les peines privatives de liberté de cinq ans au moins sont éliminées au bout de 20 ans, celle entre un et cinq ans au bout de 15 ans et, enfin, celle inférieure à un an au bout de 10 ans.

### Base légale
- Code pénal suisse (CP) du 21 décembre 1937 (état le 1er juillet 2020), RS 311.0, art. 365 à 371a.
- Ordonnance sur le casier judiciaire (Ordonnance VOSTRA) du 29 septembre 2006 (état le 1er janvier 2021), RS 311.0.